# 2011-es feröeri labdarúgókupa
A 2011-es feröeri labdarúgókupa (hivatalos nevén: Løgmanssteypið 2011) az országos kupa 57. kiírása volt. A kupa küzdelmei 2011. március 26-án kezdődtek és 2011. augusztus 5-én értek véget. A címvédő az EB/Streymur volt, amely ismét megszerezte a kupagyőzelmet.

## A kupa rendszere
A kupán csak a feröeri labdarúgóklubok első csapatai vehettek részt. A selejtezőkörben csak az 1. deild, a 2. deild és a 3. deild csapatai indultak, a Vodafonedeildin csapatai az első fordulóban kapcsolódtak be a küzdelmekbe.

## Eredmények

### Selejtező
| 1. csapat   | Eredmény | 2. csapat   |
| ----------- | -------- | ----------- |
| Undri FF    | 6–0      | MB Miðvágur |
| TB Tvøroyri | 2–0      | FF Giza     |
| Skála ÍF    | 7–2      | Royn Hvalba |

### Első forduló
| 1. csapat       | Eredmény | 2. csapat     |
| --------------- | -------- | ------------- |
| B68 Toftir      | 5–0      | FC Hoyvík     |
| HB Tórshavn     | 0–2      | Víkingur Gøta |
| Undri FF        | 0–2      | KÍ Klaksvík   |
| NSÍ Runavík     | 2–0      | B71 Sandur    |
| 07 Vestur       | 3–0      | FC Suðuroy    |
| ÍF Fuglafjørður | 6–0      | Skála ÍF      |
| B36 Tórshavn    | 0–2      | EB/Streymur   |
| Argja Bóltfelag | 1–0      | TB Tvøroyri   |

### Negyeddöntő
| 1. csapat       | Eredmény           | 2. csapat       |
| --------------- | ------------------ | --------------- |
| 07 Vestur       | 1–0                | KÍ Klaksvík     |
| Víkingur Gøta   | 2–2(hu., te.: 2-4) | B68 Toftir      |
| ÍF Fuglafjørður | 7–1                | Argja Bóltfelag |
| NSÍ Runavík     | 1–3                | EB/Streymur     |

### Elődöntő
| 1. csapat       | Eredmény | 2. csapat   | 1. mérk. | 2. mérk. |
| --------------- | -------- | ----------- | -------- | -------- |
| ÍF Fuglafjørður | 2–2(ig.) | 07 Vestur   | 1–0      | 1–2      |
| B68 Toftir      | 2–3      | EB/Streymur | 0–0      | 2–3      |

### Döntő
| 2011. augusztus 5. 18:00 GMT | EB/Streymur | 3–0         | ÍF Fuglafjørður             | Injector Arena, Klaksvík |
| 2011. augusztus 5. 18:00 GMT |             | jegyzőkönyv | 10' Hansen 55' (pen.) Udsen | Injector Arena, Klaksvík |